# Ambasada Timoru Wschodniego w Brukseli
Ambasada Timoru Wschodniego w Brukseli – misja dyplomatyczna Demokratycznej Republiki Timoru Wschodniego w Królestwie Belgii.
Ambasador Demokratycznej Republiki Timoru Wschodniego w Brukseli oprócz Królestwa Belgii akredytowany jest również przy Unii Europejskiej. Ponadto jego misja nieformalnie obejmuje m.in. w Republikę Francuską, Republikę Federalną Niemiec i Rzeczpospolitą Polskę.

## Historia
Przedstawicielstwo Timoru Wschodniego w Brukseli powstało 20 marca 2002, na dwa miesiące przed uzyskaniem przez ten kraj niepodległości. Do 2008 ambasada Timoru Wschodniego mieściła się w pomieszczeniach użyczonych przez ambasadę Portugalii.

### Ambasadorzy
- José António Amorim Dias (2002 – 2008)
- Marciano da Silva (2008 – 2011) chargé d’affaires a.i.
- Nelson Santos (2011 – 2015)
- Francisco T. Cepeda (2016 – nadal)[3]